# Тимошенко Віктор Анатолійович
Віктор Анатолійович Тимошенко (нар.13 вересня 1969)  — український політик, Народний депутат України.
Заступник голови Комітету з питань податкової та митної політики (з грудня 2012). Президент Черкаського обласного благодійного фонду Віктора Тимошенка.

## Біографія
Народився 13 вересня 1969 (село Кодаки, Васильківський район, Київська область).
- 1987–1992 — служба в армії.
- 1996–1999 — генеральний директор ТОВ «Пінекл».
- 1999–2001 — голова правління, голова спостережної ради АКБ «Легбанк».
- 2001–2002 — голова правління Смілянсько-Кам'янського цукровиробничого об'єднання. Президент АКБ «Легбанк». Потім — начальник Управління організації роботи з великими платниками податків Державної податкової адміністрації України.
- 5 грудня 2007[3] — 29 грудня 2007[4] — Голова Державного комітету харчової промисловості України.
- До лютого 2008 — начальник Управління організації роботи з великими платниками податків Державної податкової адміністрації України.

## Освіта
Київський політехнічний інститут (1996), інженер-хімік-технолог. Національна академія державної податкової служби України, юрист.
Заслужений економіст України (з лютого 2004).

## Політична діяльність
Народні депутати України 4-го скликання з квітня 2002 до квітня 2006, виборчій округ № 197, Черкаська область, самовисування. Отримав 27,51 % голосів виборців серед 13 суперників. На час виборів: президент АКБ «Легбанк», безпартійний. Член фракції «Єдина Україна» (травень — червень 2002), член фракції «Регіони України» (червень 2002 — квітень 2005), член фракції Народної партії (квітень — грудень 2005), позафракційний (21 — 23 грудня 2005), член фракції СПУ (з грудня 2005). Член Комітету з питань екологічної політики, природокористування та ліквідації наслідків Чорнобильської катастрофи (з червня 2002).
Народний депутат України з грудня 2012, виборчій округ № 198, Черкаська область, самовисування. «За» 29,40 %, 18 суперників. На час виборів: президент Черкаського обласного благодійного фонду Віктора Тимошенка, безпартійний.